# 尚勒乌尔法省
尚勒烏爾法省（土耳其語：Şanlıurfa）是土耳其南部的一個省，南鄰敘利亞，西界幼發拉底河。面積18,584平方公里，2007年人口1,700,352人，目前以庫爾德人和土耳其人為主，昔日是以亞述人為主。首府尚勒烏爾法。
下分十一縣。